# Проспект Ленина (Подольск)
Проспект Ле́нина — проспект, одна из основных улиц подмосковного города Подольск, проходящая в северной части города. Прежнее название в дореволюционной России — Московская улица.

## Описание
Проспект назван в честь российского и советского политического и государственного деятеля, революционера В. И. Ленина.
Начинается как продолжение проспекта Юных Ленинцев, продолжается в целом в южном направлении, пересекает улицу Павлика Морозова, пересекает реку Пахру, после реки — улицу Карла Маркса, Революционный проспект и Февральскую улицу. В месте пересечения с Комсомольской улицей переходит в площадь Ленина.
На улице сохранилось множество памятников архитектуры — домов купцов. В конце XVIII века левая и правая стороны тракта из Москвы в Серпухов были отведены места купцам для строительства домов и лавок; и их дома растянулись по всей улице. Дома на улице — как элемент градостроительного плана екатерининского времени.

## Примечательные здания и сооружения
Основные здания и сооружения:

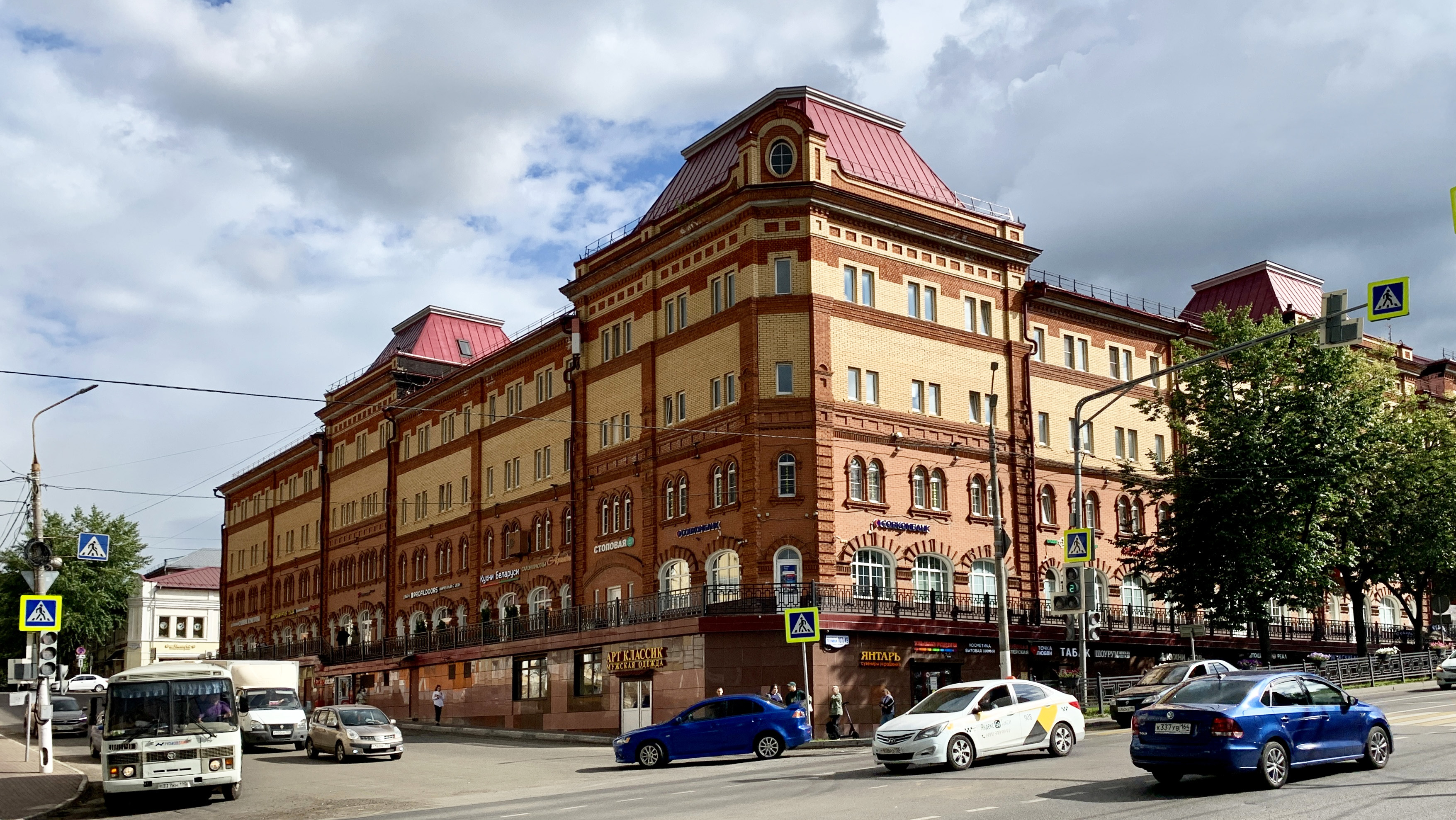
торговый центр «Красные ряды»

- д. 47 — музей-заповедник «Подолье». Основой музея является дом-музей В. И. Ленина (дом В. П. Кедровой), который снимала семья Ульяновых. Открыт в 7 ноября 1937 года к 20-й годовщине Октябрьской революции[5][6].
- д. 107/49 — торговый центр «Красные ряды». Ранее, исторически здесь располагались лавки известных купцов вроде Простодушева, Кананыкина и Сытина[7]. Это был комплекс исторических торговых зданий, лавок, магазинов конца XIX века. Изначально в камне (красный кирпич в старорусском стиле) были размещены три отдельно стоящих двухэтажных здания. Строительство первых каменных разрозненных торговых рядов, лавок и магазинов приписывают крестьянину Ивану Маркову[8]. Упорядочиванием и объединением торговых объектов в 1910 году стал заниматься архитектор Николай Матвеев[9]. В 1930 году была проведена реконструкция Красных рядов. По результатам реконструкции торговые здания были надстроены третьеми этажами.
- д. 113/62 — муниципальное учреждение культуры «Подольский выставочный зал»[10]. В выставочном зале имеется постоянная экспозиция, а также проходят крупные сменные тематические или юбилейные выставки[11][12] и экспозиции, а также различные мастер-классы. Выставочный зал был открыт в 1977 году и занимает около 2000 квадратных метров[13]. Также в составе выставочного комплекса имеется лекторий и кинозал[14].